# Église Saint-Côme-Saint-Damien de Paris
L’église Saint-Côme-Saint-Damien est une ancienne église située à Paris, dans l'actuel 6e arrondissement. Bâtie en 1427, elle est démolie vers 1836. Elle joua un rôle important car elle devint le centre religieux des fondateurs de l’académie de chirurgie, le berceau des plus grands chirurgiens français.

## Origine
Cette église fut bâtie en 1427 à l’angle de la rue des Cordeliers (actuelle rue de l’École-de-Médecine) et de la Harpe (absorbée par le boulevard Saint-Michel), à la place d'une chapelle construite vers 1212 à la suite d'un accord arbitral de janvier 1211 qui amputait la paroisse Saint-Sulpice de l'Abbaye Saint-Germain-des-Prés de la partie de son territoire à l'intérieur de l'enceinte de Philippe-Auguste,. La paroisse Saint-Côme constituée à la suite de cet accord était assez petite. Elle était comprise dans un espace délimité par la porte Gibard, les rues Saint-Côme (rue de la Harpe), des Cordeliers (rue de l'École-de-Médecine), Hautefeuille, rue Serpente, et du Paon. Le couvent des Cordeliers et le collège des Prémontrés étaient situés dans cette paroisse. Sa population évaluée à 860 habitants vers 1300. 
Saint Louis avait érigé dans cette chapelle la Confrérie de Saint-Côme et de Saint-Damien, patrons des chirurgiens, le 25 février 1255, et dont les reliques avaient été rapportées de Terre sainte.

## Démolition
L'église est désaffectée en 1791, puis vendue le 12 nivôse an V (1er janvier 1797). L'acte prévoit que « l'acquéreur sera tenu de donner le terrain nécessaire pour l'ouverture d'une nouvelle rue projetée, sans pouvoir exiger aucune indemnité ni diminution sur le prix de la présente vente ». Mais il faut attendre l'année 1836 pour que l’ancienne église, alors occupée par un atelier de menuiserie, soit démolie pour permettre le prolongement de la rue Racine jusqu'au boulevard Saint-Michel. 

## Description
De style gothique primitif et aux dimensions modestes (24 m de long sur 15 m de large), l’église avait son entrée sur la rue des Cordeliers (anciennement rue Saint-Côme-Saint-Damien à laquelle elle avait donné son nom) et se terminait par un chevet carré sur la rue de la Harp,. 
Plusieurs personnages distingués avaient leur tombeau dans cette église, dont François Gigot de Lapeyronie, chirurgien et confident du roi Louis XV, cofondateur de l’Académie royale de chirurgie en 1731, mort en 1747. C’est dans cette église que se marièrent, le 20 mai 1788, Antoine Simon et Marie-Jeanne Aladame, geôliers de l’enfant Louis XVII au donjon du Temple à partir de 1793.

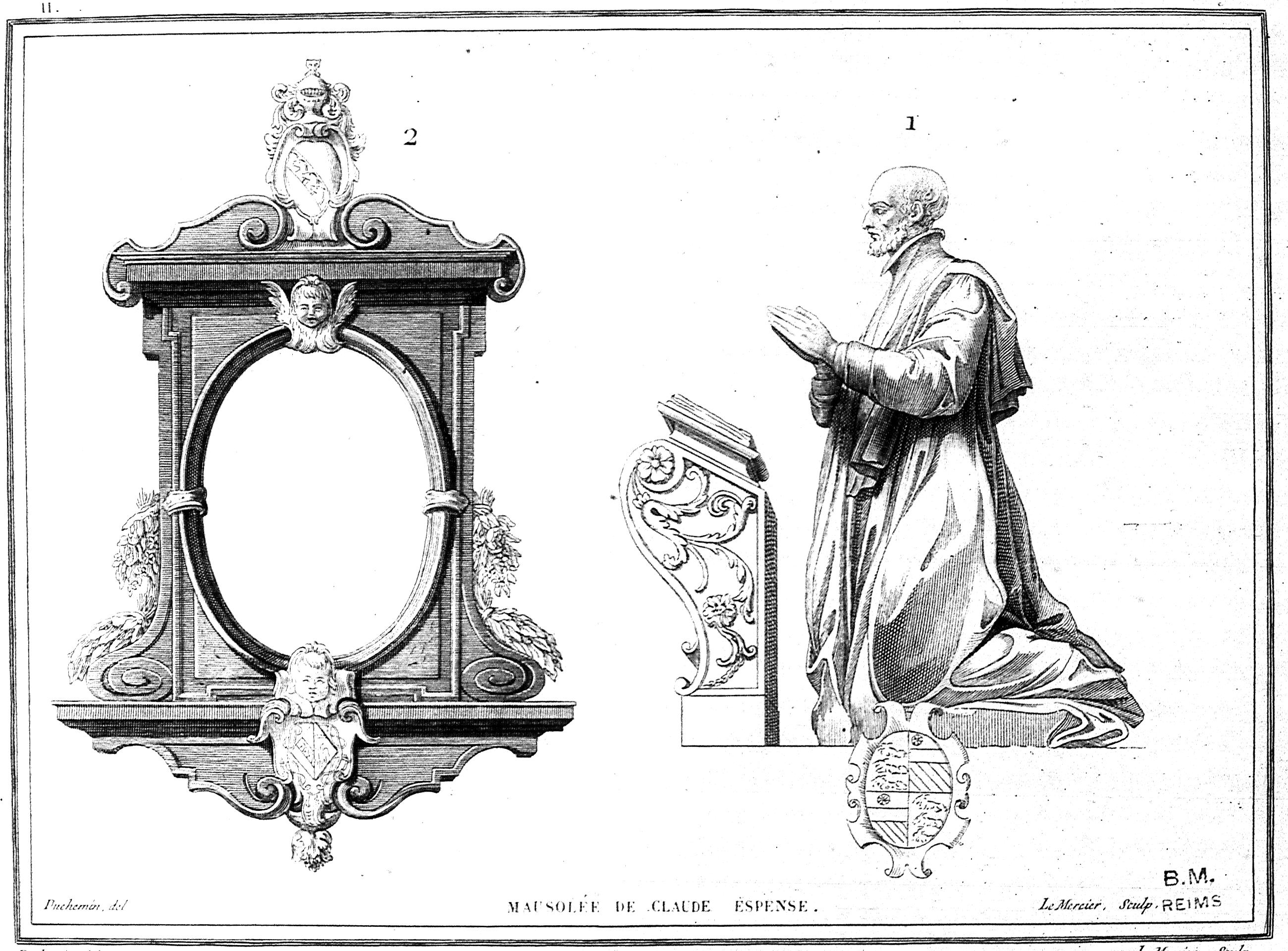
Le tombeau de Claude d'Espence.